# Municipio de Pleasant (condado de Henry)
El municipio de Pleasant (en inglés: Pleasant Township) es un municipio ubicado en el condado de Henry en el estado estadounidense de Ohio. En el año 2010 tenía una población de 2026 habitantes y una densidad poblacional de 21,73 personas por km².

## Geografía
El municipio de Pleasant se encuentra ubicado en las coordenadas 41°12′35″N 84°10′14″O / 41.20972, -84.17056. Según la Oficina del Censo de los Estados Unidos, el municipio tiene una superficie total de 93.25 km², de la cual 93,25 km² corresponden a tierra firme y (0 %) 0 km² es agua.

## Demografía
Según el censo de 2010, había 2026 personas residiendo en el municipio de Pleasant. La densidad de población era de 21,73 hab./km². De los 2026 habitantes, el municipio de Pleasant estaba compuesto por el 92,84 % blancos, el 0,35 % eran afroamericanos, el 0,2 % eran amerindios, el 0,15 % eran asiáticos, el 4,84 % eran de otras razas y el 1,63 % eran de una mezcla de razas. Del total de la población el 12,83 % eran hispanos o latinos de cualquier raza.